# Странрар
Странра́р (англ. Stranraer, гэльск. An t-Sròn Reamhar) — город на юге Шотландии в округе Дамфрис-энд-Галловей. Расположен в бухте залива Лох-Райан.

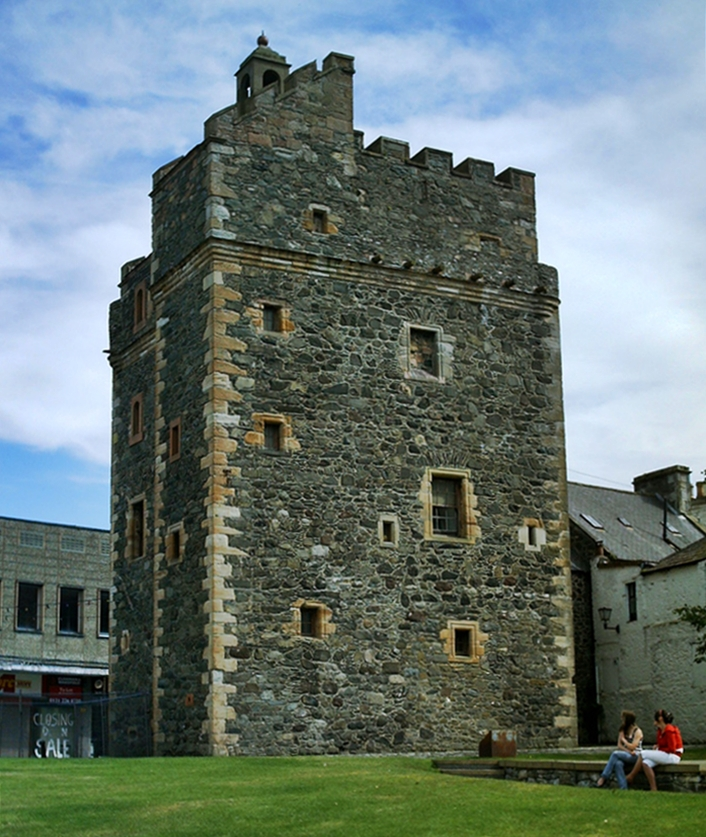
Замок Святого Иоанна

## История
Город возник около пятисот лет назад, сформировавшись из поселений вокруг замка Святого Иоанна, воздвигнутого в 1511 году. К 1600 году представлял собой город с рынком. В тот же период через город была проложена дорога из Дамфриса в Портпатрик — порт, через который осуществлялась торговля с Ирландией, — и Странрар стал одним из пунктов маршрута, по которому из Ирландии перегоняли скот для продажи в Дамфрисе. В 1700 году в городе была сооружена гавань, но только к 1861 году, когда из Дамфриса до Странрара была проложена железная дорога, город стал главным портом региона. В настоящее время Странрар — главный порт на паромной линии, соединяющей Шотландию с Белфастом (а ранее с Ларном).